# Сер Вільям Фіцвільям
Сер Вільям Фіцвільям (англ. Sir William FitzWilliam; 1526 – 1599) – відомий ірландський політик, суддя, юрист англійського походження. Отримав посади лордом-судді Ірландії, лордом-заступника Ірландії, лорд-депутата Ірландії. У 1587 році, будучи каштеляном замку Фатерінгей, він контролював виконання смертного вироку королеві Шотландії Марії І Стюарт. Він був депутатом парламенту Англії від Пітерборо та представляв графство Карлоу в Палаті громад парламенту Ірландії. Він жив у Гейнспарку, що в графстві Ессекс та Мілтон-Холі.

## Життєпис

### Походження та ранні роки
Вільям ФіцВільям народився в Мілтон-Холлі, Нортгемптоншир, Англія. Він був старшим сином сера Вільяма ФіцВільяма (помер у 1576 р.) та його дружини Енн Шапкот – дочки сера Річарда Шапкота з Елтона. Він був онуком Вільяма Фіцвільяма – шерифа Лондона, що був скарбником і камергером кардинала Волсі і придбав маєток Мілтон-Холл у 1506 році. Зі сторони матері Вільям ФітцВільям був родичем графа Бедфорда, якому він завдячував своїм знайомством з королем Англії та Ірландії Едуардом VI.

### Родина
У 1543 році Вільям ФітцВільям одружився з Енн (Агнес) Сідні (пом. 1602), донькою сера Вільяма Сідні з Пеншурст Плейс. Вона була сестрою Френсіс Редкліфф, графині Сассекс, що заснувала коледж Сідні Сассекс у Кембриджі. Її брат, сер Генрі Сідні, був одружений з леді Мері Дадлі, і вони були батьками Мері Сідні, сера Філіпа Сідні та Роберта Сідні, І графа Лестер. Серед її шуринів були сер Вільям Дормер, сер Джеймс Харінгтон і Томас Редкліфф, ІІІ граф Сассекс. ФіцВільями – Вільям та Енн були батьками п’ятьох дітей:
- Сер Вільям Фіцвільям (помер у 1618 р.), з Гейнспарка та Мілтон-Холлу. Він був депутатом парламенту від Пітерборо в 1571, 1584 і 1586 роках. Він одружився з Вінніфред, дочкою сера Волтера Мілдмея та племінницею сера Френсіса Уолсінгема. Їхній син, Вільям, отримав титул І барона ФітцВільяма в 1620 році.
- Джон Фіцвільям (1554 – 1612)
- Енн Фіцвільям
- Філліпа Фіцвільям – вийшла заміж за сера Томаса Конінгсбі з Хемптон-Корт, Герефордшир. Вони були батьками Фіцвільяма Конінгсбі.
- Мері Фіцвільям (померла 1601 р.) – вийшла заміж за сера Річарда Дайера з Грейт-Стоутона.

### Депутат парламенту
Вільям Фіцвільям був обраний депутатом парламенту від Пітерборо в жовтні 1553, 1559 років і замінив померлого існуючого депутата в 1581 році.

### Діяльність в Ірландії
У 1559 році ФіцВільям був призначений віце-казначеєм Ірландії та обраний депутатом Палати громад Ірландії і представляв графство Карлоу. Його поведінка як скарбника спровокувала звинувачення в корупції проти нього, і, хоча ці звинувачення так і не були доведені, вони переслідували його протягом усієї його кар’єри. Між 1559 і 1571 роками він п’ять разів служив лордом-суддею Ірландії (під час відсутності графа Сассекс та його наступника сера Генрі Сідні). У 1571 році його призначили на посаду лорд-заступника Ірландії, але, як і інші слуги королеви Єлизавети І Тюдор, він отримував мізерні та нечасті наділи від казначейства. Таким чином, його урядування було позначено бідністю та супутніми недугами, неефективністю, заколотом і загальним беззаконням. Вільям ФітцВільям запекло посварився з лорд-президентом Коннахту сером Едвардом Фітоном (1527 – 1579), але йому таки вдалося змусити неприємного йому та бунтівного проти Англії графа Десмонд підкоритися в 1574 році. Йому не сподобалася колоніальна експедиція графа Ессекс в Ольстері, а потім він знову посварився з Фітоном. Після важкої хвороби йому дозволили залишити державні посади. Після повернення до Англії в 1575 році Вільям ФіцВільям був призначений каштеляном замку Фотерінгей, де він контролював виконання смертного вироку скинутій королеві Шотландії Марії І Стюарт, що претендувала на трон Англії.

### Останній візит до Ірландії
У 1588 році Вільям ФітцВільям знову прибув до Ірландії як лорд-заступник Ірландії, і, незважаючи на старість і хворобу, він виявив велику активність у керівництві військовими діями проти ірландських повстанців та знайшов час посваритися з сером Річардом Бінгемом (1528 – 1599), новим лордом Коннахту. Він багато в чому покладався на головного лорд-суддю Ірландії - сера Роберта Гардінера, і відхилив його прохання дозволити йому піти у відставку за станом здоров’я, сказавши, що Гардінер був настільки «мудрим, поміркованим і корисним», що його не можна було пощадити, незважаючи на його величезне навантаження. Його попередником на посаді був сер Джон Перро. Вільям ФітцВільям негайно скористався нагодою, щоб дискредитувати його, виправдавши твердження священика-відступника про те, що Перро мав змову з королем Іспанії Філіпом II з метою скинути королеву. Звинувачення були шаленими, але критика Перро була настільки сильною, що його засудили за зраду у Вестмінстері та він помер, очікуючи смертного вироку в 1591 році. Вільям ФітцВільям з самого початку проводив агресивну політику в Коннахті та Ольстері – частинах Ірландії які досі були непокірними Англії і на територіях яких досі були незалежні ірландські королівства.  Ця політика порушила умови, які забезпечили незвичайний спокій більшій частині Ірландії в попередні роки. У 1588 році значна частина іспанської армади зазнала краху на узбережжі Ірландії, і Вільям ФітцВільям був відповідальний за наказ про страту до 2000 іспанських солдат і матросів – тих, хто вижив після поразки і кораблетрощі.
Іспанська загроза тривала, в Ірландії було неспокійно, спалахували нові повстання непокірних ірландських кланів, які сподівались на підтримку Іспанії. Вільям ФітцВільям посилив тиск на тих ольстерських лордів і королів, які були зобов’язані своєю вірністю королю Тір Еогайн (Тірону), якого Англія вважала не королем, а графом. Один із цих лордів, ірландський ватажок клану Мак Магон, був страчений англійською королівською владою в місті Монаган у 1591 році, і стало зрозуміло, що дублінський проанглійський уряд має намір повністю обмежити владу ірландських вождів і королів Ольстера. Незважаючи на те, що королівство Тір Еогайн (Тірон) продовжувало демонструвати свою вірність короні Англії, курс англійської влади був налаштований на знищення всіх незалежних королівств в Ірландії. Ірландські вожді кланів і королі невеликих ірландських королівств підняли повстання в 1595 році, на початку так званої Дев’ятилітньої війни в Ірландії. У 1594 році Вільям ФітцВільям назавжди покинув Ірландію, а через п’ять років помер у Мілтон-Холі.

## Галерея

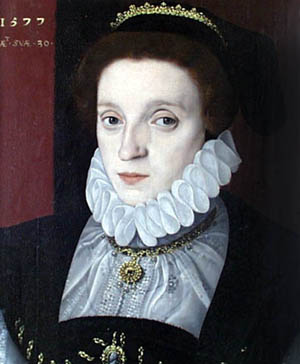
Леді Енн Сідні Фіцвільям.
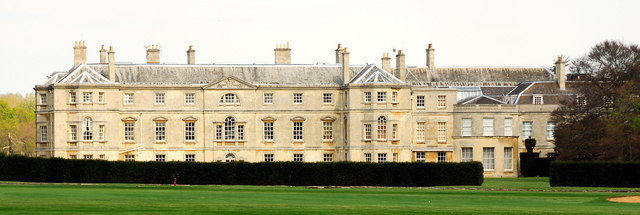
Мілтон-Холл.
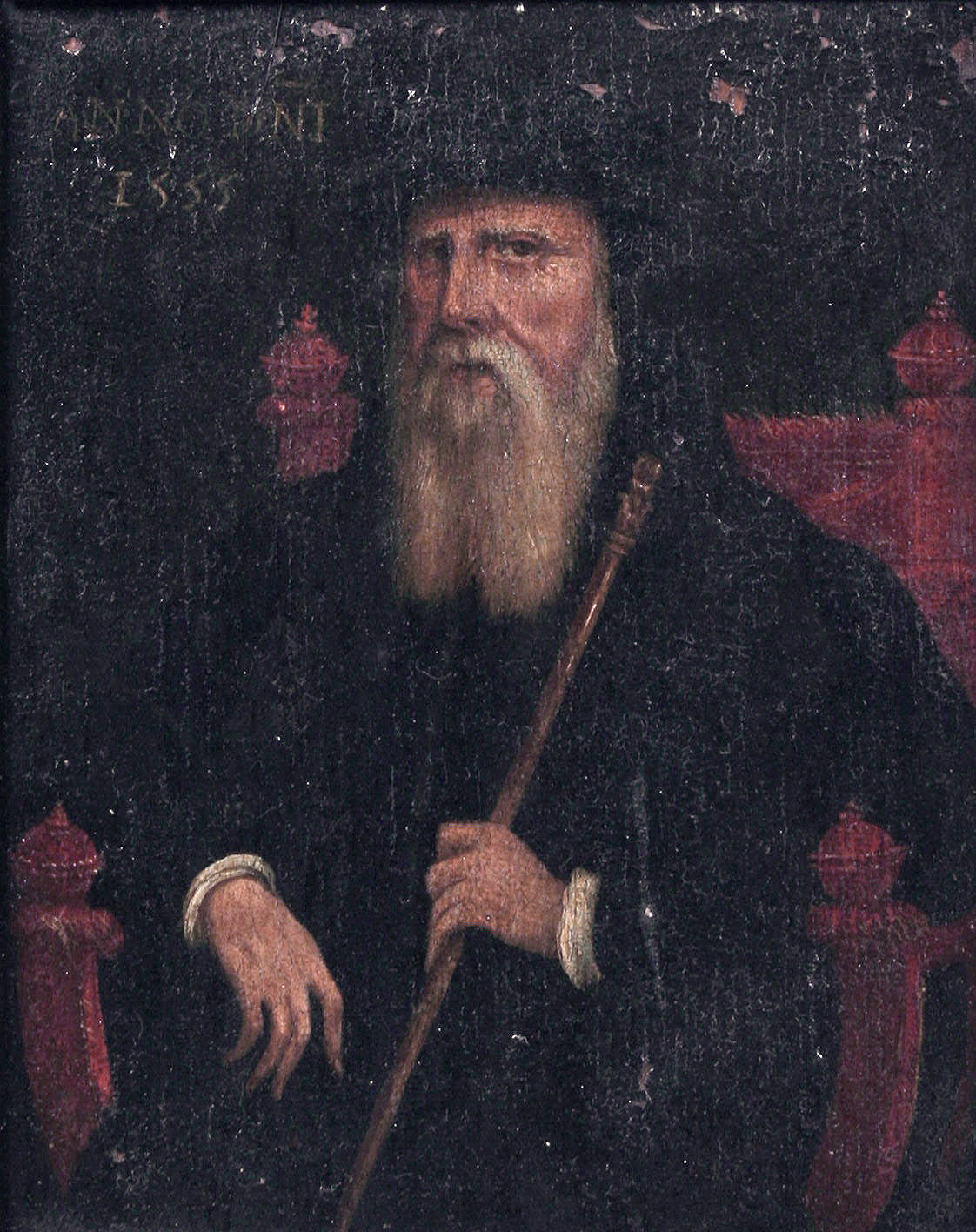
Джон Рассел (1485 – 1555) – граф Бедфорд.
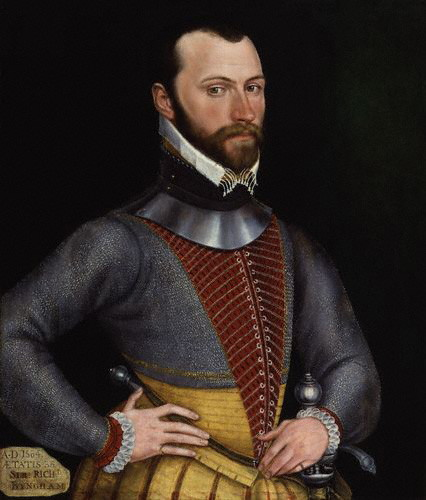
Сер Річард Бінгем (1528 – 1599).
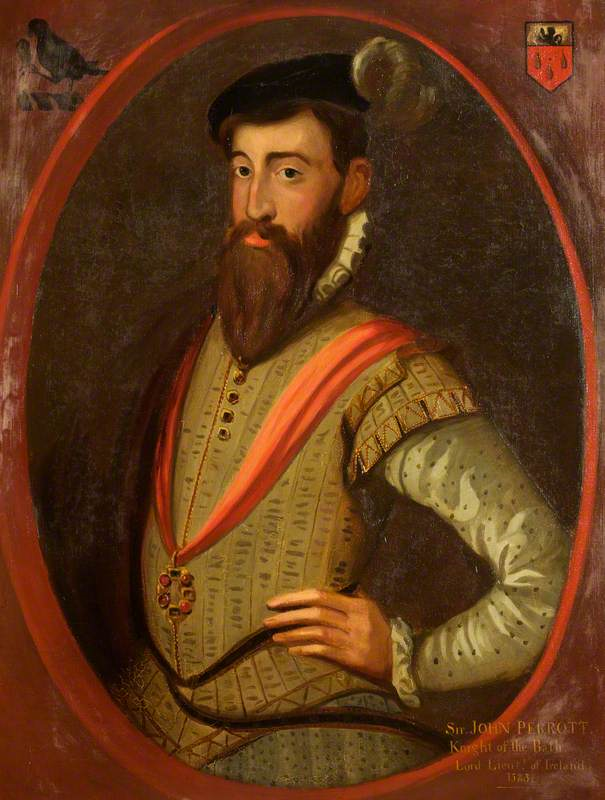
Сер Джон Перро (1528 – 1592).
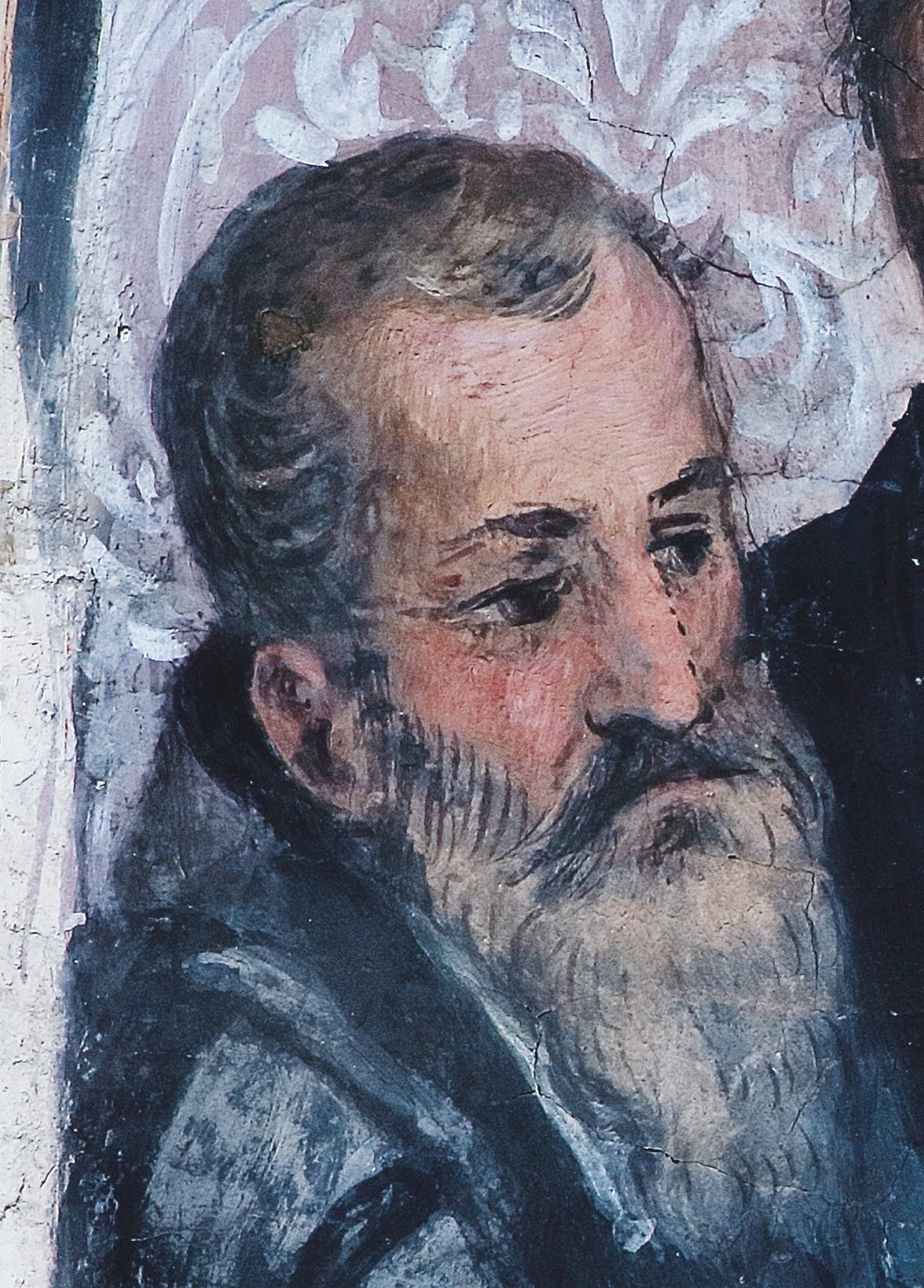
Х’ю (Аод) О’Нілл (1550 – 1616) – король Тір Еогайн (Тірону), борець за свободу Ірландії.